# Morten Røssland
Morten Røssland (16 novembre 1972) è un allenatore di calcio e dirigente sportivo norvegese.

## Carriera
Dal 2011 al 2013, Røssland ha ricoperto l'incarico di allenatore dell'Åsane. Dal 1º febbraio 2016 è diventato il tecnico della sezione femminile dell'Arna-Bjørnar, compagine militante in Toppserien.
Il 18 dicembre 2018 è stato reso noto il ritorno di Røssland all'Åsane. La squadra era appena retrocessa in 2. divisjon, ma ha guadagnato immediatamente la promozione nel campionato 2019.
L'11 giugno 2021 ha prolungato il contratto che lo legava al club fino al 31 dicembre 2024. Il 28 giugno 2024 è stato reso noto che Røssland avrebbe lasciato la squadra al termine della stagione. È stato però sostituito anticipatamente, da Eirik Bakke, a partire dal 30 luglio dello stesso anno.